# Erik Lagercrantz
Adolf Erik Ludvig Lagercrantz, född den 4 april 1863 i Jakob och Johannes församling, Stockholm, död den 5 oktober 1916 i Borås, Älvsborgs län, var en svensk militär.
Lagercrantz blev volontär vid Svea livgarde 1881 och avlade mogenhetsexamen samma år. Han genomgick krigsskolan 1881–1882, varefter han blev underlöjtnant vid Svea livgarde. Lagercrantz befordrades till löjtnant 1890  och övergick till Norrbottens regemente 1898, där han blev kapten samma år. Han blev major i arrmén 1905 och vid Dalregementet 1908. Lagercrantz blev överstelöjtnant vid Göta livgarde 1909 och slutade sin bana som överste och chef för Älvsborgs regemente 1913. Han blev riddare av preussiska Kronorden 1892, av preussiska Röda örns orden 1895, av franska Hederslegionen 1895, av portugisiska Obefläckade avlelsens orden 1896, av norska Sankt Olavsorden 1898 och av Svärdsorden 1903 samt kommendör av andra klassen av sistnämnda orden 1916. 
Erik Lagercrantz var brorson till Wilhelm Lagercrantz, farbror till Carl Lagercrantz samt far till Wera von Essen. Lagercrantz avled i Laske-Vedums socken i Skaraborgs län under pågående militärövning. Jordfästningen ägde rum i Borås och gravsättningen på Norra kyrkogården i Stockholm.